# Don Barnes
Richard Donald Barnes (3 de diciembre de 1952) es un cantautor estadounidense. Es uno de los fundadores de la banda de rock sureño 38 Special.

## Carrera
Barnes, junto con Donnie Van Zant, fundaron en Jacksonville, Florida, E.U.A., la banda 38 Special en 1975. Grabaron dos discos en la década de los años 1970 antes de alcanzar una gran popularidad.
Don cantó en la mayoría de los éxitos del grupo como «Rockin' Into the Night», «Hold On Loosely», «Caught Up with You», «If I'd Been the One» y otros más.
Abandonó la banda en 1987, pero grabó el tema «Back to Paradise», la cual se encuentra en la banda sonora de la película La rebellión de los novatos (título original en inglés: Revenge of the Nerds II: Nerds in Paradise).
Barnes grabó un disco en solitario llamado Ride the Storm en 1989 y editado en 2017. En este álbum participaron varios de los músicos más reconocidos del momento como Dann Huff y Jeff Porcaro.
En los años 90, Don regresó a 38 Special y ha permanecido con la banda desde entonces. Ha colaborado con Lynard Skynard en varios discos en directo.

## Discografía

### Con 38 Special
- 38 Special — 1977
- Special Delivery — 1978
- Wild Eyed and Live! — 1978
- Rockin' Into the Night — 1980
- Wild-Eyed Southern Boys — 1981
- Special Forces — 1982
- Tour de Force — 1984
- Strength in Numbers — 1986
- Flashback: The Best of 38 Special — 1987
- Resolution — 1997
- Live at Sturgis — 1999
- Extended Versions — 2000
- 20th Century Masters - The Millennium Collection: The Best of 38 Special — 2000
- Anthology — 2001
- A Wild-Eyed Christmas Night — 2001
- The Very Best of the A&M Years (1977-1988) — 2003
- Drivetrain — 2004
- Live — 2005
- Best Shots — 2006
- Authorized Bootleg: Nassau Coliseum, Uniondale, New York 1/29/85 — 2010
- Icon — 2011
- Live from Texas — 2011

### En solitario
- Ride the Storm — 1989 (Editado en 2017)